# Чимуанские языки
Чимуанские или юнканские языки — гипотетическая небольшая исчезнувшая семья языков, существовавшая на территории современных Перу и Эквадора в долине между Андами. На языках данной семьи говорили представители древних государств Чиму и Мочика. Предполагается родство с языками уру-чипайя.

## Состав семьи
Языки чиму (чимуанские языки) состояли из 3 языков:
A. Юнга
1. Мочика (он же — юнга, чиму) — использовался от Пакасмайо до Мотупе, диалект — кингнам (на нём говорили от Пакасмайо до Лимы). Границы между ними проходили по долине Чикама — с одной стороны, и долине Пакасмайо — с другой. Как указывал Антонио де Каланча: «язык у них замысловатый и непонятный». На обоих языках между долинами велась торговля и сделки. У языка кингнам был вариант — Пескадора (у Каланчи обозначается, как «в основном тот же», но «очень гортанный», но для испанцев так лишь могло ошибочно казаться)
B. Эквадорская ветвь
2. Каньяри
3. Пуруа, пуругвай
Все указанные языки исчезли не позднее середины 20 в., а их носители перешли на кечуа и испанский языки.
Язык мочика был одним из важнейших языков доколумбовой Южной Америки. Его впервые задокументировали Фернандо де ла Каррера и Миддендорфф в 17 и 19 вв. соответственно. Язык исчез около 1950 г., хотя старики до сих пор помнят отдельные слова. Аделаар и Майскен (Adelaar & Muysken, 2004) в настоящее время рассматривают язык мочика как изолят. Проблема состоит в том, что языки каньяри и пуруа плохо документированы, известно всего несколько слов из каждого. По мнению Аделаара и Майскена, «сходство» основано всего лишь на одном слове: мочика nech «река», каньяри necha.